# 吉田敏忠
吉田敏忠（日语：／ Yoshida Toshitada，1947年9月1日—），日本男子摔跤运动员。他曾代表日本参加1970年亚洲运动会摔跤比赛，获得一枚金牌。他也曾参加1972年夏季奥林匹克运动会。